# Paltrockwindmühle Schönewalde

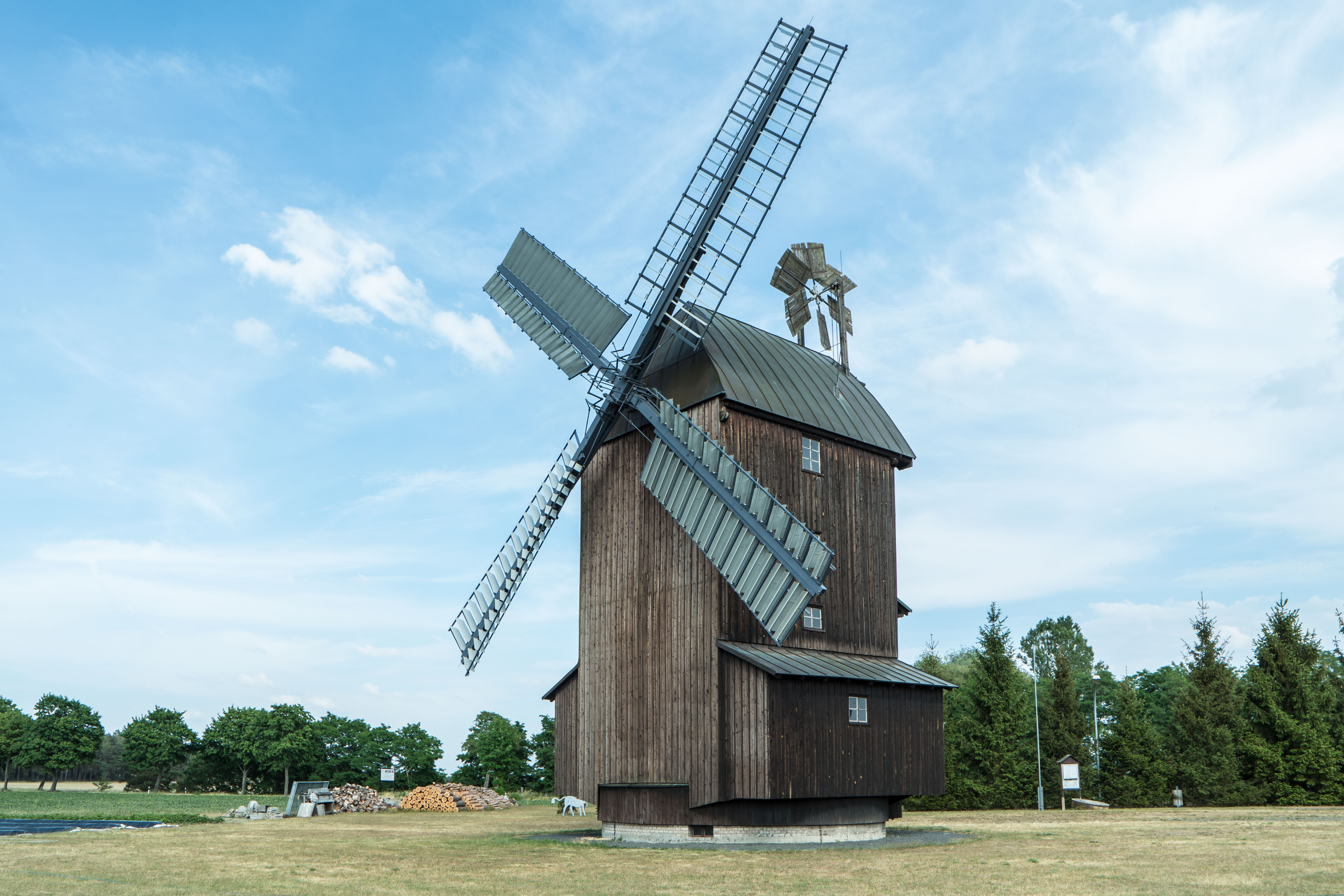
Paltrockwindmühle Schönewalde (2015)

Die Schönewalder Paltrockwindmühle ist eine unter Denkmalschutz stehende historische Paltrockwindmühle aus dem Jahre 1835 (oder 1855). Sie befindet sich in der amtsfreien Kleinstadt Schönewalde im südbrandenburgischen Landkreis Elbe-Elster.

## Geschichte
Die Paltrockwindmühle in Schönewalde befindet sich auf einem historischen Mühlenstandort. Bereits aus dem 17. Jahrhundert gibt es Kenntnis darüber, dass es in Schönewalde zu jener Zeit eine Windmühle gab. Eine der hier vorhandenen Windmühlen soll zum Gut des Herrn Denstedt gehört haben. Diese wechselte nach dem Dreißigjährigen Krieg den Besitzer. Später soll es an der Westseite der Stadt Schönewalde bis zu fünf Bockwindmühlen und im Osten eine Holländerwindmühle gegeben haben. Als Besitzer wurden die Familien Wille, Kleindienst, Weber und Puhlmann genannt.
Die heute noch existierende Windmühle wurde im Jahre 1835 (oder 1855) zunächst in Königs Wusterhausen (nicht Deutsch Wusterhausen) errichtet. Sie wurde dort je nach Quelle 1865, 1872 oder 1879 abgebaut und in Egsdorf bei Teupitz als Bockwindmühle wieder erbaut. Wegen ungünstiger Windverhältnisse wurde sie 1908 erneut abgebaut und an einem wenigen hundert Meter entfernten Standort wieder aufgebaut. 1928 musste schließlich der Mühlenbetrieb eingestellt werden. Sie zerfiel langsam und wurde schließlich kurz vor dem Zweiten Weltkrieg 1939 durch den Müller Erich Weber nach Schönewalde umgesetzt. Bilder des Abbaus in Egsdorf und Wiederaufbaus in Schönewalde publizierte Manfred Woitzik in seiner Arbeit Wer zuerst kommt. Im Folgejahr wurde diese Mühle zu einer Paltrockwindmühle umgebaut und schließlich 1941 in Betrieb genommen. Ihr Antrieb erfolgte zunächst wahlweise mittels Elektromotor oder Windkraft. Im Jahre 1958 beschädigt allerdings ein Gewitter die Flügel der Mühle so schwer, dass ihr Betrieb nur noch mit Elektroenergie möglich war. Noch bis 1972 wurde in der Mühle Mehl gemalen, später nur noch geschrotet.
In Familienbesitz blieb die Paltrockwindmühle bis ins Jahr 1980. Dann schenkte die Familie Weber die Mühle der Stadt Schönewalde, welche auf diese Weise das technische Denkmal übernahm.
Die inzwischen seit 1992 umfassend restaurierte Mühle wird in der Gegenwart als Schaumühle sporadisch betrieben. Im Jahre 2012 erhielt sie neue Jalousieflügel. Zusätzlich gibt es einen Motorantrieb. Sie wird zum Schroten und Quetschen von Getreide genutzt. In Betrieb genommen wird sie bei verschiedenen Veranstaltungen, wie dem alljährlichen Deutschen Mühlentag. Führungen werden auf Anfrage angeboten.

Zustand in den 1970er Jahren
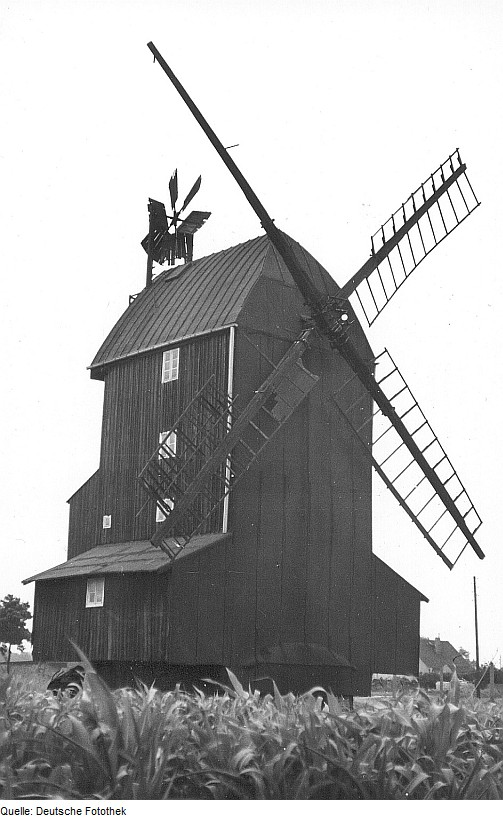
Linke Seite (1972)
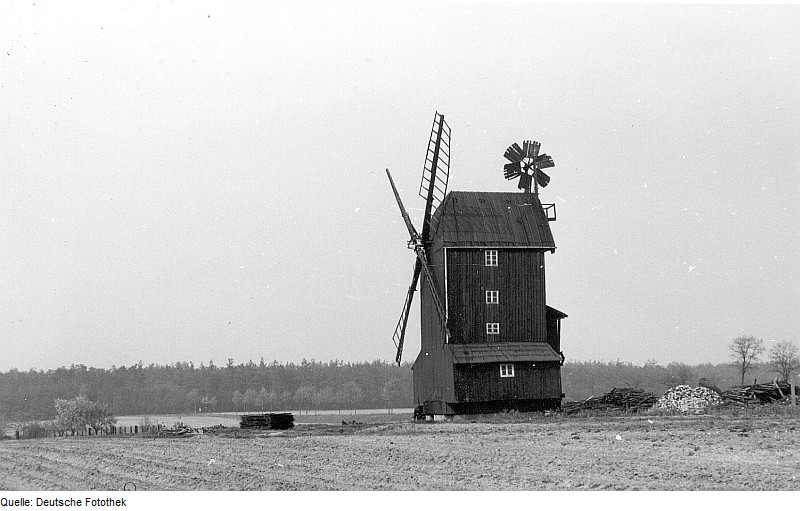
Rechte Seite (1977)
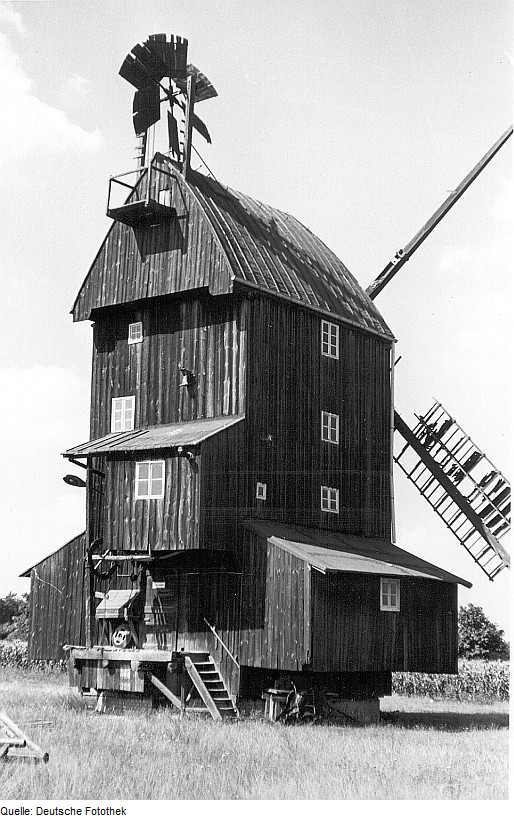
Rückwärtige Ansicht (1972)

## Technische Daten
- 1 Schrotgang mit Quetschstuhl

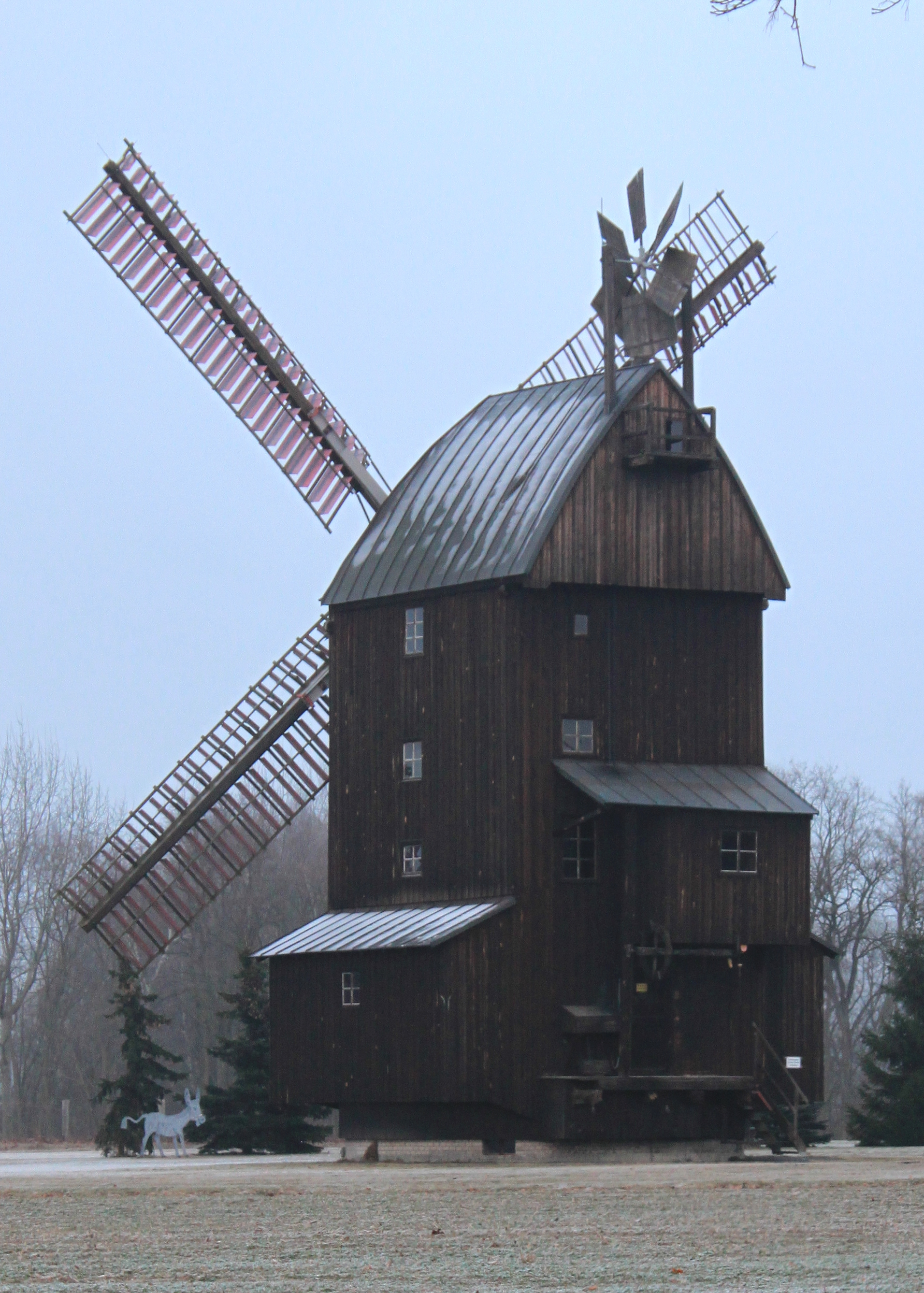
Rückwärtige Ansicht der Paltrockwindmühle (2011)

- 1 Walzenstuhl 300 × 600 (Fa. Wetzig)
- 1 Walzenstuhl 300 × 500 (Fa. Felix Krause)
- 1 Walzenstuhl 300 × 400 (Fa. Wetzig)
- 1 Quetschstuhl
- 1 Schrägsichter (Fa. Knieb)
- 2 Stehende Mischmaschinen
- 1 Trieur
- 1 Schälmaschine.
- Flügel: Stahlruten mit Volljalousie (Fa. Vaags)[7]

## Weitere Mühlen in Schönewalde
Über die Einzelschicksale der Mühlen ist nur relativ wenig bekannt. Während die Holländerwindmühle im Osten der Stadt Schönewalde 1951 abgetragen wurde, blieb eine Bockwindmühle im Westen bis zum Jahre 1978 erhalten.

Zustand der Bockwindmühle am Standort „An den Mühlen 7“ in den 1970er Jahren kurz deren Abriss
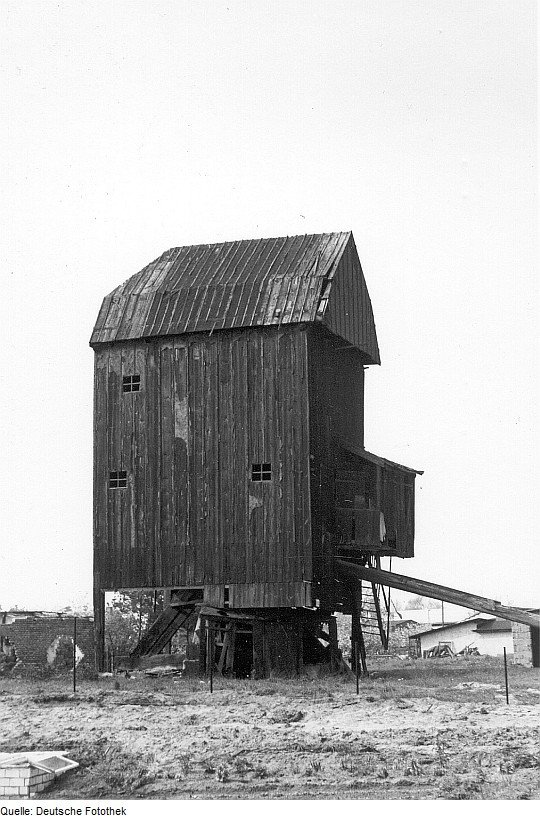
Linke Seite (1977)
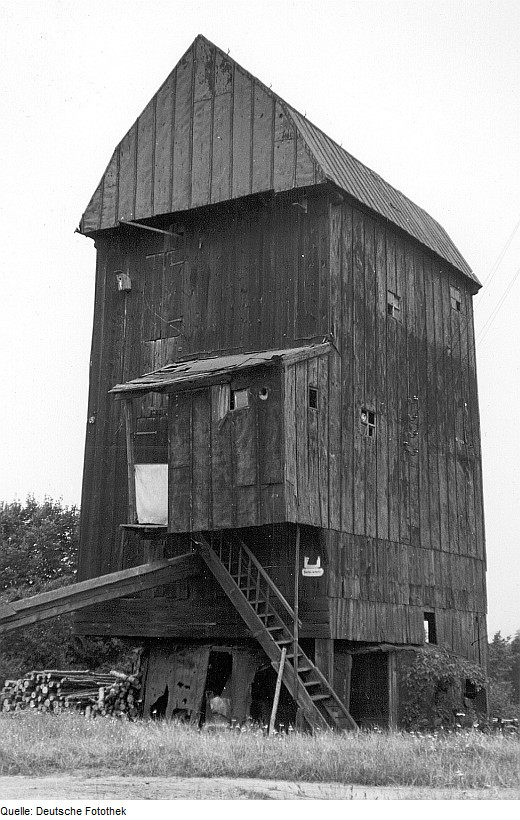
Rückwärtige Ansicht (1972)
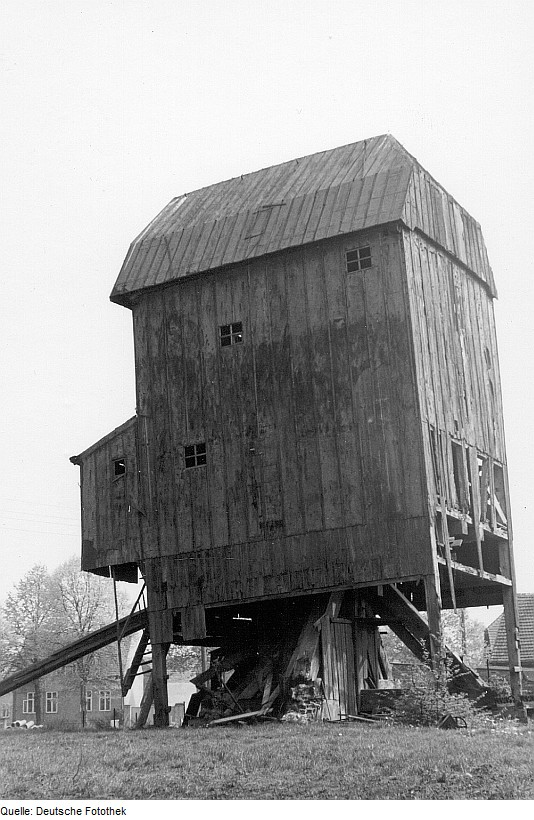
Rechte Seite (1972)